# Laurent Bonnet
Laurent LD Bonnet
Pour les articles homonymes, voir Bonnet.
Œuvres principales
- Salone (2012, roman) / En passant chez Nelson (2025)
* Dix secondes (2015, roman)
* Le dernier Ulysse (2021, roman)
* L'engagé (2022, essai)

Laurent Bonnet, nom d'auteur : Laurent LD Bonnet ( Laurent Léonard Daniel Bonnet) est un écrivain français né à Limoges en 1957. Il est l’auteur de romans et de nouvelles publiés depuis 1998. Lauréat du Prix Senghor du premier roman en 2013, il publie une œuvre centrée sur la quête de sens, la mémoire, la résistance et les expériences du voyage.

## Biographie
Laurent Bonnet est le fils de Daniel Bonnet, avocat et résistant membre du mouvement lycéen 17e barreau en 1943.
Après des études de lettres[réf. nécessaire], il quitte la France pour une traversée de l’Atlantique en voilier[réf. nécessaire], puis fonde Sail Explorer en 1986[réf. nécessaire]. Il travaille en lien avec la Sierra Leone pendant dix ans[réf. nécessaire], puis vit et travaille en Polynésie française de 1997 à 2000 comme consultant en tourisme[réf. nécessaire], avant de publier ses premiers textes dans la revue Tahiti Pacifique.
Son premier roman, Salone, paru en 2012, reçoit le Prix Senghor du premier roman francophone et est salué par la presse,,. Il est réédité en 2025 sous le titre En passant chez Nelson. Ce roman ouvre un cycle de quatre ouvrages autour de la quête : Vengeance - Rencontre - Création.
Il est l’auteur de nouvelles publiées notamment dans la revue Daïmon, puis de deux romans, Dix secondes, et le dernier Ulysse remarqué par la revue L'atelier du roman dans son numéro de décembre 2023.  Il écrit un essai remarqué, L’engagé (2022), hommage à Jack London en dialogue avec l'auteur américain, sur son roman Le Talon de fer.

## Œuvres

### Romans
- Salone (2012), Éditions Vents d’Ailleurs ; réédition 2025 sous le titre En passant chez Nelson, Éditions Les Défricheurs
- Dix secondes (2015), Éditions Vents d’Ailleurs
- Le dernier Ulysse (2021), Éditions Les Défricheurs

### Nouvelles
- L’homme aux mille portraits : Daïmon 10 (2025)
- Sobibor, Nikto, Un soir sans écriture, Jeanne, Un étrange pèlerin : Daïmon 6 (2021)
- Mademoiselle Kittredge, Revue Daïmon 5 (2020)
- Le Pigeon n’était pas un Hiro (Tahiti-Pacifique, 1998)
- Tom Wayne et John Cruise (Tahiti-Pacifique, 1999)

### Essais
- L’engagé (2022), Éditions Les Défricheurs

### Ouvrages collectifs
- Aux évadés, avec Vincent Truffy, in Daïmon 6 (2021)
- Ailleurs, Éditions Crous (2015)
- Le retour de James Conaught : 3e prix concours national Crous

### Entretiens et articles littéraires
- « Être Personne », in L’Atelier du roman, n° 115 (2023)
- « Dialogue en océan-mer », in Daïmon 6 (2021)

## Distinctions
- Prix Senghor du premier roman francophone (2013)[9]
- Prix du Salon du livre de La Rochelle (2012)[10]
- Prix des libraires Ligne d’Horizon (2014)